# Eille Norwood
Eille Norwood (11. října 1861 York – 24. prosince 1948 Londýn) byl britský herec, který většinu své aktivní herecké kariéry strávil hraním postavy Sherlocka Holmese.
Narodil se jako Anthony Edward Brett v anglickém městě York. Své umělecké jméno si patrně zvolil podle své přítelkyně Eileen a podle města Norwood. V letech 1920 až 1923 hrál Sherlocka Holmese ve čtyřiceti sedmi němých filmech, z nichž každý trval asi dvacet minut. Téměř ve všech těchto filmech hrál Watsona Hubert Willis, jen v posledním z nich byl nahrazen Arthurem Cullinem. Protože některé příběhy o Holmesovi v té době ještě nebyly napsány, hrál Eille Norwood Sherlocka Holmese nejčastěji v tehdy existujících příbězích.

## Citace
- Arthur Conan Doyle o něm řekl: „Jeho úžasné ztvárnění Holmese mě ohromilo.“[1]